# Ліцей № 8 Львівської міської ради
Ліцей № 8 Львівської міської ради — загальноосвітній навчальний заклад III ступеня з поглибленим вивченням німецької мови, розташований в історичному центрі міста Львова, на вулиці Підвальній, 2.

## Історія
- Будинок школи споруджено 1809 року, а 1818 року тут засновано німецьку гімназію.
- До 1844 року будівлю суттєво перебудовано, зведено північне крило ймовірно за проєктом архітектора Йогана Зальцмана.
- від 1850 року — Друга Вища міська гімназія з німецькою мовою навчання.
- 1852 року школу переведено у будинок на вулиці Підвальній, 2, де навчальний заклад діє дотепер.
- 7 лютого 1919 року — за поданням польського уряду було видано «Декрет про запровадження польської замість німецької як мови навчання у другій гімназії у Львові»[1].
- 1919—1939 роки — II міська гімназія імені Кароля Шайнохи[2].
- 1944—2018 роки — львівська спеціалізована загальноосвітня школа № 8;
- від 25 січня 2018 року — ліцей № 8 Львівської міської ради[3].

## Викладачі
- Мирон Зарицький — український математик, професор Львівського національного університету, дійсний член НТШ, викладав у гімназії математику.
- Василь Щурат — відомий літературознавець, поет, голова НТШ і ректор Українського Таємного Університету у 1908—1930 роках викладав у гімназії українську мову.
- Роман Інгарден — польський філософ, професор Львівського національного університету, викладав у гімназії математику.
- Станіслав Бузат — директор гімназії у міжвоєнний період, вчитель історії.
- Марія Левицька — вчитель польської мови та літератури.

## Відомі випускники
- Безпалків Роман Михайлович — український живописець.
- Каспар Вайґель (1880—1941) — польський вчений геодезист і фотограмметрист, ректор Львівської політехніки у 1929—1930 навчальному році.
- Ілько Лемко (нар. 1951) — музикант, письменник, публіцист, дослідник історії Львова.
- Ігор Качор (нар. 1956) — автор, львовознавець, реконструктор старовини.
- Любов Качор (нар. 1962)  — заступник директора з навчально-виховної роботи ліцею № 5 імені Іллі та Іванни Кокорудзів львівської міської ради.
- Ігор Кожан (нар. 1953) — архівіст, культурно-громадський діяч. Генеральний директор Національного музею у Львові імені Андрея Шептицького. Заслужений працівник культури України. Член Українського національного комітету Міжнародної ради музеїв (ІСОМ).
- Корнійчук Олена Петрівна (нар. 1957) — доктор медичних наук, професор, завідувач кафедри мікробіології Львівського національного медичного університету імені Данила Галицького[4].
- Станіслав Лем (1921—2006) — польський письменник-фантаст і філософ.
- Макітра Роман-Любомир Григорович (1931—2013) — український фізико-хімік, доктор хімічних наук; дійсний член НТШ.
- Малиновський Андрій Костянтинович — доктор сільськогосподарських наук, провідний науковий співробітник Державного природознавчого музею НАН України. Член Українського ботанічного товариства Наукового товариства ім. Шевченка; член-кореспондент Лісівничої академії наук України та Української екологічної академії наук; член редколегії Наукових записок ДПМ НАН України та редколегії Наукових праць Лісівничої академії наук України[5].
- Ігор Підкова (нар. 1960) — український історик, видавець енциклопедій.
- Наталія Піпа (нар. 1983) — українська політична та громадська діячка, активістка, волонтерка, пластунка, колишня член організації AIESEC, ексочільниця міської організації Української Галицької партії.
- Богдан Посацький — український архітектор, фотохудожник.
- Петро Радковець (1964—2023) — український краєзнавець, екскурсовод, один із найвідоміших львівських та українських гідів упродовж останніх 20 років, учасник та співавтор десятків телевізійних проєктів, документальних фільмів та сюжетів, присвячених Львову, на регіональних та національних телеканалах. Жартома називав себе «професійним львів'янином».
- Андрій Сагайдаковський (нар. 1957) — український художник.
- Мирослав Трофимук (нар. 1960) — історик літератури, неолатиніст, перекладач, лексикограф.
- Олег Тягнибок (нар. 1968) — український політик, голова політичної партії Всеукраїнське об'єднання «Свобода».
- Святослав Фот (нар. 1957) — головний художник музею народної архітектури і побуту імені Климентія Шептицького у Львові.
- Маркіян Шашкевич (1811—1843) — галицький пророк («Будитель»), письменник, поет, духовний просвітитель, автор «Русалки Дністрової».

## Відзначення 190-літнього ювілею
14 листопада 2008 року у Львівській опері відбулися урочистості з нагоди 190-ліття від дня заснування навчального закладу (СЗОШ № 8).